# Храстно
Храстно (словен. Hrastno) — поселення в общині Шентруперт, регіон Південно-Східна Словенія, Словенія.